# Moluchacris cinerascens
Moluchacris cinerascens är en insektsart som först beskrevs av Philippi 1863.  Moluchacris cinerascens ingår i släktet Moluchacris och familjen Tristiridae. Inga underarter finns listade i Catalogue of Life.